# Porcellio narentanus
Porcellio narentanus är en kräftdjursart som beskrevs av Karl Wilhelm Verhoeff1907. Porcellio narentanus ingår i släktet Porcellio och familjen Porcellionidae. Utöver nominatformen finns också underarten P. n. bilecensis.